# Holger Kiesel
Holger Kiesel (* 16. Mai 1974 in Straubing) ist ein deutscher Journalist, Hörfunkmoderator, Kabarettist und Beauftragter der Bayerischen Staatsregierung für die Belange von Menschen mit Behinderung.

## Leben
Kiesel besuchte zwischen 1981 und 1987 das Pater-Rupert-Mayer-Zentrum in Regensburg. Danach wechselte er auf das humanistische Johannes-Turmair-Gymnasium in Straubing und machte 1996 sein Abitur. Anschließend studierte er Germanistik, Geschichte und Politikwissenschaft an der Universität Regensburg und schloss es 2001 mit dem Magister ab. 2000 trat er in die SPD ein.
2001 begann er eine Hospitanz beim Bayerischen Rundfunk in München. Im September 2002 folgte ein journalistisches Volontariat beim Bayerischen Rundfunk. Von 2004 bis 2018 war er fester freier Mitarbeiter beim bayerischen Rundfunk und hatte in B5 aktuell eine eigene Sendung über Menschen mit Behinderung redaktionell zu betreuen. Außerdem war er für Notizbuch und Das Tagesgespräch in Bayern 2 tätig.
Im Oktober 2011 erfand er die Kabarettfigur Robert Rollinger, mit der er auch in der Sendung Notizbuch auftritt.
Am 18. Dezember 2018 teilte die bayerische Sozialministerin Kerstin Schreyer mit, dass Kiesel Irmgard Badura als Beauftragter der Bayerischen Staatsregierung für die Belange von Menschen mit Behinderung nachfolgt.